# عصر ایران
وبگاه خبری تحلیلی عصر ایران در سال ۱۳۸۴ خورشیدی راه‌اندازی شد و تاکنون به عنوان یک سایت خبری مشغول به کار اطلاع‌رسانی و خبر می‌باشد و کوشیده است علاوه بر پوشش اخبار سیاسی به ارائه اخبار فرهنگی و اجتماعی نیز بپردازد و با ایجاد بخش‌هایی نظیر سرویس عکس و نمایش عکس‌های گوناگون و جذاب به نوعی موجبات آگاهی و سرگرمی کاربران خود را فراهم سازد که البته این فضا در بخش عصرایران۲ نمود بیشتری دارد. جعفر محمدی سردبیر و حسین جعفری مدیر مسئول عصر ایران هستند. یکی از نقاط قوت این سایت تحلیلی خبری، وجود بخش‌های مختلف به ویژه بخش عربی و بخش اخبار کشور ترکیه آن می‌باشد. مطالب بخش عربی عصر ایران همواره به صورت جدی از جانب روزنامه‌ها و جراید معتبر الکترونیکی عربی همچون، جریدة الرای، الشرق الاوسط، بی‌بی‌سی عربی، ۱۴ آذار، العراق للجمیع، محیط، العربیه، النهار الکویتیة، القبس، الحیاة، الیوم‌السابع، الاتحاد، مباشر و … پیگیری و بازنشر می‌شود.

## عملکرد

نمایی از غرفه عصر ایران با حضور جعفر محمدی، سردبیر در نمایشگاه رسانه و مطبوعات در نمایشگاه تهران ۱۳۹۰

این وبگاه از جمله وبگاه‌های پربیننده خبری است و پس از تابناک دومین رتبه جذب آگهی سایت‌های خبری - تحلیلی را دارد. این وبگاه بنا به ادعای مدیرانش یک سایت مستقل است. مسئولیت سردبیری این سایت که از سال ۸۲ آغاز به کار کرده است را جعفر محمدی، خبرنگار سابق سایت بازتاب بر عهده دارد.
عصر ایران در رتبه‌بندی پایگاه‌های خبری ایران که در پنجم اردیبهشت ۱۴۰۲ منتشر شد موفق به کسب رتبه پنجم شد. در این رتبه‌بندی پایگاه شفقنا رتبه نخست را کسب کرد، و پارسینه رتبه دوم و جوان آنلاین رتبه سوم و تابناک رتبه چهارم را به دست آوردند.

## بخش عربی
عصر ایران علاوه بر نسخه فارسی، دارای نسخه عربی نیز هست. این سایت در پاییز سال ۱۳۸۸ در کشور عربستان فیلتر شد.
سایت عصر ایران با داشتن نسخه عربی و انتشار روزانه مطالب و اخبار مرتبط با تحولات ایران و جهان عرب توانست از جایگاه مناسبی در میان کاربران عرب برخوردار شود. بخش عربی عصر ایران همچنین با آغاز جنگ در یمن و حملات نظامی عربستان سعودی به گروه الحوثی نیز به انتشار دیدگاه‌های مختلف و اخباری در این باره پرداخت و کوشید نگاهی دیگرگونه را دربارهٔ این تحولات در جهان عرب طرح نماید. عصرایران کوشیده است در مقام دفاع از حقوق ملی ایران در جهان عرب به عنوان یک رسانه ایرانی فعال باشد که از آن جمله می‌توان به مجادلات رسانه‌ای عصرایران در نسخه عربی‌اش، با رسانه‌های عرب در زمینه جزایر سه‌گانه و نام خلیج فارس اشاره کرد که بازتاب‌های گسترده‌ای در کشورهای عربی داشته است.

## عصر ایران ۲
وبگاه عصر ایران در طراحی جدید پوسته خود سعی کرد مطالب عامه پسند را به «عصر ایران۲» منتقل کند تا از زردی این سایت کاسته شود و از طرفی مخاطب عامه پسند او ریزش نکند.
عصر ایران ۲ شامل ۶ ستون با موضوعات متفاوت می‌باشد. در این ستون‌ها مطالب به صورت تیتر و بدون تصویر ثبت می‌شوند. موضوعات این ستون‌ها شامل بخش‌های خواندنی‌ها - دیدنی‌ها، آی تی، داستان کوتاه، روان‌شناسی، فناوری و فیلم می‌باشد. بخش غیرسیاسی وبگاه تحلیلی - خبری عصر ایران هم‌زمان با میلاد امام دوازدهم شیعیان در تاریخ ۱۵ مرداد ۱۳۸۸ راه‌اندازی شد. عصرایران ۲، در چند فاز ارتقای سطح و فعالیت می‌کند، این سایت وعده داده بود که بخش‌های جدید کاربردی را نیز در عصرایران ۲ راه‌اندازی می‌کند. این سایت هدف از افزودن این بخش به سایت را ایجاد تعادل نسبی بین اخبار خشک سیاسی و مطالب خواندنی و متنوع غیرسیاسی می‌داند و معتقد است که همه انسان‌ها اعم از سیاسی و غیرسیاسی، علاقه‌مند به موضوعات جذاب از علمی و روان‌شناسی گرفته تا داستان، فیلم، عکس و مطالب سرگرم‌کننده و خنده دار و … هستند و عصرایران ۲ می‌کوشد پاسخی باشد به این علاقه‌مندی و از این رو، در این بخش مجموعه‌ای از جذاب‌ترین سرفصل‌هایی که مورد علاقه عمومی هستند را گنجانده است.

## بخش ورزشی
عصرایران ورزشی، علاوه بر خبرهای روز ورزش ایران و جهان، بخش‌های متنوعی مانند «مرور گذشته‌ها»، «نقد و تحلیل»، «طنز ورزشی»، «معرفی»، «آلبوم عکس»، «حاشیه نگاری و نکته نگاری»، «نظرسنجی ورزشی»، «فوتبال سالنی» و … نیز دارد.
عصرایران بیان کرده بود که عصر ایران ورزشی پس از طی دوره آزمایشی کوتاه مدتی، رسماً فعالیت خود را با حجم بیشتری از مطالب تولیدی و اختصاصی شروع خواهد کرد.

## بخش نظر سنجی
این سایت هر چند وقت در مورد بحث‌های مهم، داغ و چالشی نظر سنجی‌هایی راه‌اندازی می‌کند که با استقبال بسیاری از مخاطبین مواجه می‌شود. این نظر سنجی‌ها در رابطه با موضوعات متفاوتی از جمله، ورزش، انتخابات، افزایش تعطیلات همچون عید فطر، و… است.

## حواشی

### فیلترینگ

نمایی از غرفه عصر ایران در نمایشگاه رسانه و مطبوعات تهران ۱۳۹۰

این وبسایت در سه شنبه ۱۴ اسفند ۱۳۸۶ از سوی مقامات امنیتی فیلتر شد. عصر ایران اعلام کرده بود که در روز دو شنبه ۱۳ اسفند ۱۳۸۶ مشروح مصاحبه مطبوعاتی خرازی دبیرکل حزب‌الله ایران را بر روی خروجی سایت قرار داده که سخنان ایشان دربارهٔ فلسطین باعث شد تا با تماس‌هایی از وزارت فرهنگ و ارشاد اسلامی و وزارت کشور این خبر را از روی خروجی بردارند روز بعد هم که بدون اطلاع قبلی و هیچ حکمی متوجه فیلترینگ شدند.

### ادامه فیلترینگ و رسیدگی به پرونده
در ادامه رسیدگی به پرونده‌های مطبوعاتی در شعبه ۷۶ دادگاه کیفری استان تهران، قاضی خراسانی، ۲۷ تیر ماه را برای رسیدگی به پرونده وبسایت «عصر ایران» تعیین کرد. پرونده وبسایت «عصر ایران» به اتهام «نشر اکاذیب به قصد تشویش اذهان عمومی» با شکایت مدعی العموم تشکیل شده بود. شکایت در رابطه با انتشار مطلبی با عنوان «شجونی خطاب به قوه قضاییه: شش ماه حقوقت حرام است» بود.
در نهایت هیئت منصفه مطبوعات، جعفر محمدی، مدیر وبسایت عصر ایران را در خصوص اتهام نشر اکاذیب به قصد تشویش اذهان عمومی به اتفاق آرا مجرم ندانست. در جلسه رسیدگی به اتهامات جعفر محمدی، مدیر وبسایت عصر ایران در شعبه ۷۶ دادگاه کیفری استان تهران به ریاست قاضی خراسانی و با حضور هیئت منصفه مطبوعات برگزار شد. پس از ختم جلسه رسیدگی از سوی رئیس شعبه مذکور، اعضای هیئت منصفه مطبوعات وارد شور شدند و مدیر وبسایت عصر ایران را در خصوص اتهام نشر اکاذیب به قصد تشویش اذهان عمومی به اتفاق آرا مجرم تشخیص ندادند.

## انتقادات
وبگاه عصر ایران به صورت‌های مختلف و از جانب ارگان‌های متفاوتی مورد نقد و اتهام قرار گرفته است.

### وزارت نفت و عصر ایران
وبگاه وزارت نفت طی پاسخ به برخی از اخبارهای وبسایت عصر ایران در خصوص برخی از فعالیت‌های این وزارت اعلام کرده بود 
 چندی است سایت عصر ایران با نوعی داستان سرایی سعی دارد با تشویش اذهان عمومی عرصه رسانه را با اهداف و اغراض سیاسی آلوده کند.
عصر ایران در روز دوشنبه مورخ ۱۳۸۹/۹/۲۲ با انتخاب یک تیتر، تحلیلی را درج نموده بود که مورد نقد و همچنین اتهام عدم امانتداری و انعکاس اخبار غیر واقع بینانه قرار گرفت. این وبسایت بارها و بارها به عنوان وبسایتی که ارگان غیررسمی یک جریان سیاسی است، متهم شده بود. سایت وزارت نفت ارتزاق عصر ایران را از تنفس در فضای مسموم تخریب دیگران تعریف می‌کند. وزارت نفت در این پاسخنامه، مدیریت وبگاه عصر ایران را افرادی جاهل خطاب کرد.
اداره کل روابط عمومی وزارت نفت اعلام کرد که این وبسایت به موازین قوانین توجه نمی‌کند و مطالب منتشر شده این وبگاه را یک حربه کذب و اتهامی ناروا می‌داند.

### اتهام ارتباط عصر ایران با چهره‌های سرشناس
برخی دیگر عصر ایران را وبگاه متصل به اکبر هاشمی رفسنجانی معرفی کرده‌اند و روش این وبسایت را این چنین معرفی کرده‌اند که هر روز مطلبی را به دروغ نقل می‌کند یا می‌سازد و سپس در باب آن (مثنوی هفتاد من کاغذ) می‌سراید تا عوام را فریب بدهد. برخی مطلبی از عصر ایران را که در تاریخ ۲۷ مرداد ۱۳۹۰ توسط مسئول وبسایت منتشر شده بود را مورد نقد قرار دادند و معتقد بودند که مسئول این وبسایت در این مطلب تحلیل کرده که مسئولین وزارت فرهنگ و ارشاد اسلامی، یا مریض جنسی‌اند یا ریاکار فرصت طلب!
برخی دیگر از خبرگزاری‌های ایرانی این وبسایت را وابسته به محمد باقر قالیباف شهردار سابق تهران می‌دانند.